# 有智郷村
有智郷村（うちごうむら）は、京都府綴喜郡にあった村。現在の八幡市の南西部にあたる。

## 地理
- 河川：大谷川
- 湖沼：戸津池、内里池

## 歴史
- 1889年（明治22年）4月1日 - 町村制の施行により、内里村・戸津村・美濃山新開の区域をもって発足。
- 1954年（昭和29年）10月1日 - 八幡町に編入。同日有智郷村廃止。

## 交通

### 道路
- 国道も主要地方道もなかった。

旧村域に新名神高速道路・第二京阪道路の八幡京田辺ジャンクション、第二京阪道路の京田辺松井インターチェンジが所在するが、当時は未開通。